# 三村竹清
三村 竹清（みむら ちくせい、本名清三郎、明治9年（1876年）5月4日 – 昭和28年（1953年）8月26日）は、日本の書誌学者。
竹問屋を営んでいたことから、竹清と号した。別号に奛（あきら）・安岐羅。東京京橋の出身。終生を市井の学者として過ごした。また篆刻に巧みであった。

## 略伝
小学校を中途で辞めて12歳で丁稚奉公に出る。小遣いを溜めて『淮南子』を購入。その後も本好きが高じて8年間で小舟1艘ほどの本を買い、読みあさった。日露戦争に看護長として従軍したときも本好きは変らず、『十三経』を行軍に持ち込み友人に背負わせて困らせている。経書以外にも洒落本など様々な本を読んでいる。すぐに下宿の本棚が溢れた。そうするうちに気付いたことなどを書き溜めたノートが20冊を超え、それを整理して書き物を始める。
一方で知識・教養を深める為に勉学を始め、経学・漢学を長坂或斎に学ぶ。また成瀬大域について書法を、池田琴峰、荒木寛畝には画法を受け後には松本楓湖にも画を学ぶ。篆刻は浜村蔵六に私淑した。こうして文人的な教養と技芸を身につけ、文芸万般に深い造詣を得た。詩・書・画・篆刻のみならず、和歌・狂歌・俳諧にも興じている。とりわけ篆刻は一家を成すほど優れていた。
蔵書家の中川得楼の知遇を得て出入りを繰り返すうちに、山中共古、林若樹、内田魯庵、幸田成友、大野洒竹などとの交流が始まる。稀書複製会（山田清作主催：大正7年創立）に第2期から加わり、以降長期にわたり、稀覯書の探索や複製に尽力する。米山堂主人山田清作の仲介などで、坪内逍遥や市島春城との交友も生まれる。大正10年に逍遥に依頼され、熱海水口村温泉の碑の題額を書している。昭和10年（1935年）、逍遥の墓碑銘の揮毫もしている。
古書・古文書などから得た古人の詳細で膨大な知識を蓄え、伝記を起し始める。著名な人物はわざと避けて、歴史に埋もれてしまった人物を好んで取り上げた。掲載する雑誌も原稿料を度外視し、できるだけ目立たないものを選んでいる。それでもなお驚くほど膨大な著述を残している。
書誌学者森銑三は、三村竹清・林若樹（林研海の子）・三田村鳶魚を「江戸通の三大人」と評している。森の友人柴田宵曲も交流があった。
昭和28年（1953年）夏に、湯河原にて没す。享年79。

## 日記
早稲田大学演劇博物館には竹清の日記『不秋草堂日歴』が保管されている。この日記は明治43年（1910年）から昭和28年（1953年）1月までの日々が克明に綴られ、書き損じや誤字脱字もほとんどない。全145冊、原稿用紙にして1万5千枚という膨大な量の日記であるが、三村竹清日記研究会によって早稲田大学演劇博物館が発行する紀要『演劇研究』16号（1993年）から毎号に連載されている。

## 著作
- 『平々凡々四十印』 復刻木耳社、昭和60年
- 『江戸地名字集覧』 岡書院、昭和4年　復刻名著刊行会、昭和39年
- 『本の話』 岡書院、昭和5年
- 『佳気春天（かきすて）』 書物展望社　昭和10年
- 『近世能書伝』 二見書房、昭和15年
- 『三村竹清集』 森銑三監修、肥田晧三・中野三敏共編
　<日本書誌学大系23>青裳堂書店、昭和57年
  - 巻1: 藏書印譜・ 續藏書印譜・ 藏書印譜第三集・ 新選古鑄百印・ 近世花押譜
  - 巻2: ほんのおはなし・ 本之話
  - 巻3: 続貂書話
  - 巻4: 近世能書伝
  - 巻5: 印話・印人伝
  - 巻6: 近世文雅伝
  - 巻7: 伊勢人物誌
  - 巻8: 佳気春天
  - 巻9: 江戸はなし
  - 巻10: 竹清藏書目録